# Je ne sais quoi
„Je ne sais quoi“ je píseň islandské zpěvačky Hery Björk Þórhallsdóttir, kterou složili Örlygur Smari a Hera Björk Þórhallsdóttir. S písní reprezentovala Hera Björk Þórhallsdóttir Island na Eurovision Song Contest 2010, která se konala v norském Oslo 25., 27. a 29. května 2010.
Píseň je vítězem islandského národního kola Söngvakeppni Sjónvarpsins 2010, kterou pořádá islandský vysílatel Ríkisútvarpið (RÚV). Nejprve zazněla v prvním semifinále Eurovision Song Contest 2010, které se konalo 25. května a do finále soutěže se kvalifikovala z 3. místa. Ve finále soutěže se písni příliš nedařilo a umístila se na 19. místě s 41 body.
Píseň je v anglickém jazyce a obsahuje některé fráze ve francouzštině – jmenovitě „Je ne sais quoi“ a „Je ne sais pas pourquoi“.

## Seznam skladeb
Digital download
1. "Je ne sais quoi" (Eurovision 2010) original version – 3:00

Clubmix single
1. "Je ne sais quoi" clubmix – 3:51

7th Heaven remix single
1. "Je ne sais quoi" (7th Heaven remix) – 6:01

Soulshaker club mix single
1. "Je ne sais quoi" (Soulshaker club mix) – 7:39

Digital EP
1. "Je ne sais quoi" – 3:00
2. "Je ne sais quoi" (French version) – 3:01
3. "Je ne sais quoi" (ballad version) – 3:45

Digital remixes
1. "Je ne sais quoi" [radio edit] – 3:00
2. "Je ne sais quoi" [7th Heaven radio edit] – 3:27
3. "Je ne sais quoi" [club mix] – 3:49
4. "Je ne sais quoi" [Soulshaker club mix] – 7:39
5. "Je ne sais quoi" [Soulshaker radio edit] – 3:41
6. "Je ne sais quoi" [7th Heaven club mix] – 6:01
7. "Je ne sais quoi" [French vocal edit] – 2:59
8. "Je ne sais quoi" [Soulshaker dub mix] – 7:37

## Umístění v žebříčcích
| Žebříčky (2010)                       | Nejlepší pozice |
| ------------------------------------- | --------------- |
| Belgie (Ultratop 50 Flanders)         | 27              |
| Finsko (Suomen virallinen lista)      | 17              |
| Island (Tónlist)                      | 1               |
| Švédsko (Sverigetopplistan)           | 49              |
| Švýcarsko (Schweizer Hitparade)       | 64              |
| Spojené království (UK Singles Chart) | 131             |